# Småfisktjärnarna
Småfisktjärnarna är varandra näraliggande sjöar i Strömsunds kommun i Jämtland och ingår i Ångermanälvens huvudavrinningsområde
- Småfisktjärnarna (Ströms socken, Jämtland, 714517-146331), sjö i Strömsunds kommun, 64°24′36″N 15°02′38″Ö / 64.4101°N 15.044°Ö
- Småfisktjärnarna (Ströms socken, Jämtland, 714552-146301), sjö i Strömsunds kommun, 64°24′49″N 15°02′05″Ö / 64.4136°N 15.0347°Ö (4,18 ha)